# Jaconita
Jaconita ist ein Dorf im Santa Fe County des US-Bundesstaats New Mexico.
Jaconita hat 343 Einwohner und eine Fläche von 1,7 km². Das Dorf liegt an der New Mexico Route 502, zwischen der San Idlefonso-Indianerreservation und der Pojoaque-Indianerreservation.